# Dorcel
«Dorcel» (Дорсел) — французький рок-гурт напрямку пост-панк.   

## Біографія
Гурт утворився в 2005 році. У французькому журналі «Елегія» вони були описані як ті, що звучать як And Also The Trees та The Cure.

## Демо-альбом Closer, 2005

### Композиції
1 — Ghost Road 6'06

2 — Lost 3'57

3 — Move Away 4'11

4 — Visite 5'29

Загальний час звучання 19:39

## Альбом Sins, 2008

### Композиції
1 — Black Human Cells 5'11

2 — Soul Incest 4'13

3 — Nowhere 2'53

4 — Androgyne 3'59

5 — Puppet Queen 4'01

6 — Dead End 3'06

Загальний час звучання 23:23

### Музиканти
— Manu / бас-гітара 

— Cyril / гітара 

— Phillippe / гітара 

— Sébastien / барабани, вокали 